# Argiope keyserlingi
Argiope keyserlingi là một loài nhện trong họ Araneidae.
Loài này thuộc chi Argiope. Argiope keyserlingi được Ferdinand Karsch miêu tả năm 1878.

## Hình ảnh

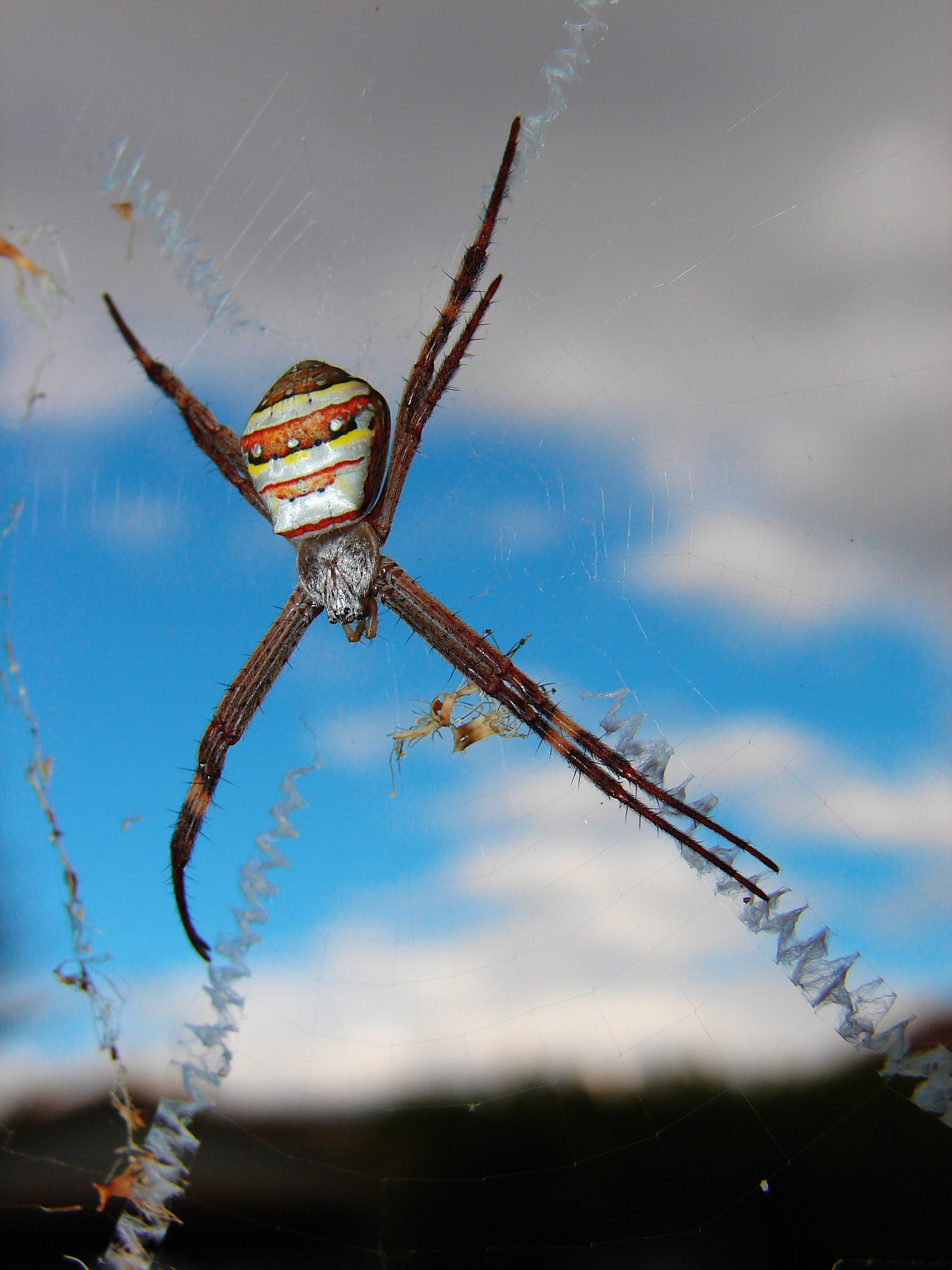
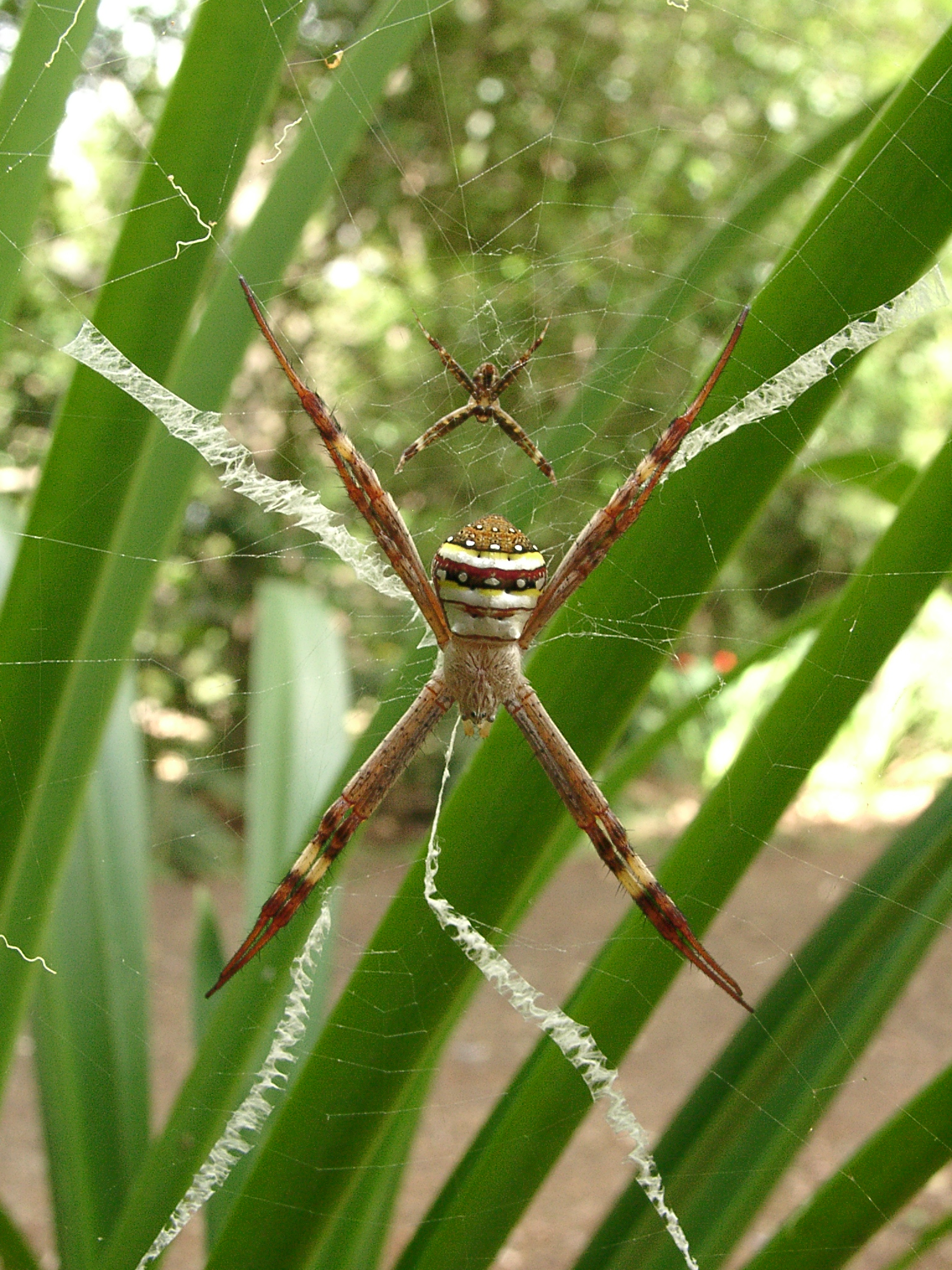
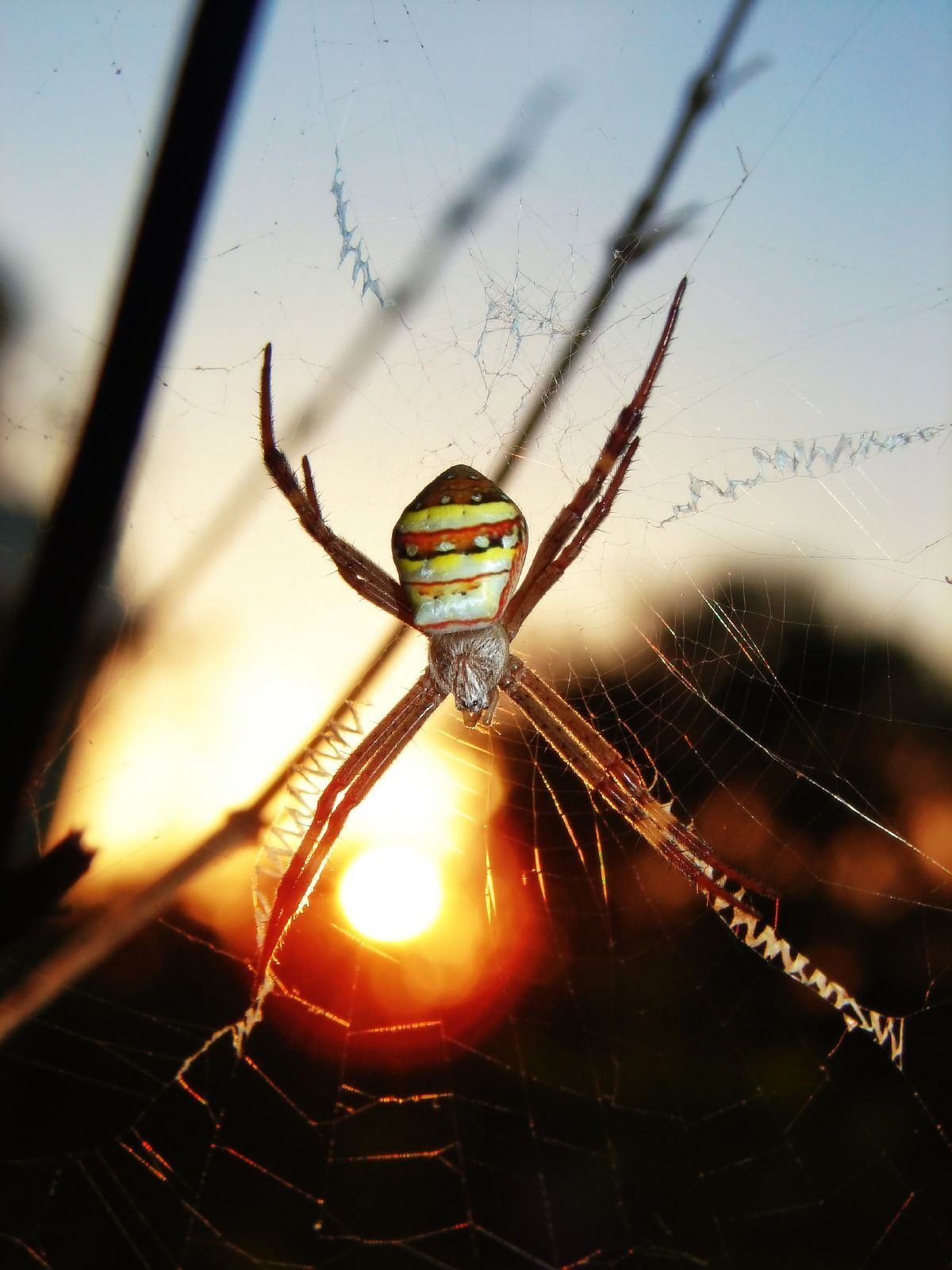
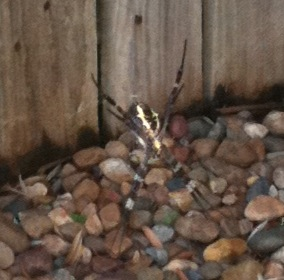